# 3C 295
3C 295 è un quasar, nonché una radiogalassia, situato in direzione della costellazione del Boote con un redshift di z=0,464. La sua luce ha impiegato circa 4,8 miliardi di anni per giungere fino alla Terra.
Fu scoperto nel 1960 e all'epoca era il più distante oggetto astronomico conosciuto. Il nome deriva dall'essere il 295° oggetto elencato nel Terzo catalogo di radiosorgenti di Cambridge.
Da questa brillante galassia ellittica, situata al centro dell'ammasso di galassie ClG 1409+5226, origina una radiosorgente prodotta da un buco nero supermassiccio. La galassia risulta brillante sia all'osservazione ai raggi X che nella banda ottica.